# Timothy Hutton
Timothy Tarquin Hutton (Malibu, 16 de Agosto de 1960) é um ator e diretor norte-americano.
Filho do também ator Jim Hutton, foi premiado com o Óscar de melhor ator secundário em 1980, no filme Gente como a Gente, aos 20 anos de idade.
Está em seu segundo casamento, o primeiro com Debra Winger que durou 4 anos, onde nasceu seu 1º filho, seu segundo casamento é com a sobrinha dos ex-presidente da França Valéry Giscard d'Estaing, Aurore Giscard d'Estaing, com quem está casado desde 21 de Janeiro de 2000 e com quem teve seu segundo filho.
Como diretor, atuou no videoclipe de "Drive" da banda The Cars, em um episódio da série Amazing Stories (1986), e nos dramas Digging to China (1997) e Nero Wolfe (2001–2002).

## Filmografia parcial
| Ano           | Título                                   | Personagem                                      | Notas                          |
| ------------- | ---------------------------------------- | ----------------------------------------------- | ------------------------------ |
| 1965          | Never Too Late                           | Boy running to his daddy                        | uncredited                     |
| 1972          | The Wonderful World of Disney            |                                                 | "Dad, Can I Borrow the Car"    |
| 1978          | Zuma Beach                               | Art                                             | (TV)                           |
| 1979          | Friendly Fire                            | John Mullen                                     | (TV)                           |
| 1979          | The Best Place to Be                     | Tommy Callahan                                  | (TV)                           |
| 1979          | And Baby Makes Six                       | Jason Cramer                                    | (TV)                           |
| 1979          | Young Love, First Love                   | Derek Clayton                                   | (TV)                           |
| 1980          | The Oldest Living Graduate               | Cadet                                           | (TV)                           |
| 1980          | Disney's Wonderful World                 | Paul Winters                                    | "The Sultan and the Rock Star" |
| 1980          | Ordinary People                          | Conrad Jarrett                                  |                                |
| 1980          | Father Figure                            | Jim                                             | (TV)                           |
| 1981          | Teenage Suicide: Don't Try It!           | Narrador                                        |                                |
| 1981          | A Long Way Home                          | Donald Branch                                   | (TV)                           |
| 1981          | Taps                                     | Cadet Major Brian Moreland                      |                                |
| 1983          | Daniel                                   | Daniel Isaacson                                 |                                |
| 1984          | Iceman                                   | Dr. Stanley Shephard                            |                                |
| 1985          | The Falcon and the Snowman               | Christopher John Boyce                          |                                |
| 1985          | Turk 182                                 | Jimmy Lynch                                     |                                |
| 1987          | Made in Heaven                           | Mike Shea/Elmo Barnett                          |                                |
| 1988          | A Time of Destiny                        | Jack                                            |                                |
| 1988          | Betrayed                                 | Juggler at the fair                             | sem créditos                   |
| 1988          | Everybody's All-American                 | Donnie "Cake"                                   |                                |
| 1989          | Torrents of Spring                       | Dimitri Sanin                                   |                                |
| 1990          | Q&A                                      | Asst. District Attorney Aloysius Francis Reilly |                                |
| 1991          | Strangers                                | Tom                                             |                                |
| 1993          | The Temp                                 | Peter Derns                                     |                                |
| 1993          | The Dark Half                            | Thad Beaumont/George Stark                      |                                |
| 1993          | Zelda                                    | F. Scott Fitzgerald                             | (TV)                           |
| 1995          | French Kiss                              | Charlie                                         |                                |
| 1995          | The Last Word                            | Martin Ryan                                     |                                |
| 1996          | Beautiful Girls                          | Willie Conway                                   |                                |
| 1996          | Mr. and Mrs. Loving                      | Richard Loving                                  | (TV)                           |
| 1996          | The Substance of Fire                    | Martin Geldhart                                 |                                |
| 1997          | City of Industry                         | Lee Egan                                        |                                |
| 1997          | Playing God                              | Raymond Blossom                                 |                                |
| 1997          | Dead by Midnight                         | John Larkin/Sam Ellis                           | (TV)                           |
| 1997          | Aldrich Ames: The Traitor Within         | Aldrich Ames                                    | (TV)                           |
| 1998          | Vig                                      | Frankie                                         |                                |
| 1999          | The General's Daughter                   | Col. William Kent                               |                                |
| 1999          | Deterrence                               | Marshall Thompson                               |                                |
| 2000          | The Golden Spiders: A Nero Wolfe Mystery | Archie Goodwin                                  | (TV)                           |
| 2000          | Deliberate Intent                        | Rod Smolla                                      | (TV)                           |
| 2000          | Just One Night                           | Isaac Alder                                     |                                |
| 2001          | WW3                                      | Larry                                           | (TV)                           |
| 2001–2002     | A Nero Wolfe Mystery                     | Archie Goodwin                                  | (TV                            |
| 2002          | Sunshine State                           | Jack Meadows                                    |                                |
| 2004          | Secret Window                            | Ted Milner                                      |                                |
| 2004          | 5ive Days to Midnight                    | J.T. Neumeyer                                   | (TV)                           |
| 2004          | Kinsey                                   | Paul Gebhard                                    |                                |
| 2005          | Turning Green                            | Bill the Breaker                                |                                |
| 2006          | Last Holiday                             | Matthew Kragen                                  |                                |
| 2006          | Stephanie Daley                          | Paul                                            |                                |
| 2006          | Avenger                                  | Frank McBride                                   | (TV)                           |
| 2006          | The Kovak Box                            | David Norton                                    |                                |
| 2006          | Heavens Fall                             | Samuel Leibowitz                                |                                |
| 2006          | Falling Objects                          | Oscar Peters                                    |                                |
| 2006          | Off the Black                            | Mr. Tibbel                                      |                                |
| 2006          | The Good Shepherd                        | Thomas Wilson                                   |                                |
| 2006–2007     | Kidnapped                                | Conrad Cain                                     | (TV)                           |
| 2007          | The Last Mimzy                           | David Wilder                                    |                                |
| 2007          | When a Man Falls in the Forest           | Gary                                            |                                |
| 2008          | The Alphabet Killer                      | Richard Ledge                                   |                                |
| 2008          | Reflections                              | Tom                                             |                                |
| 2008          | Lymelife                                 | Charlie Bragg                                   |                                |
| 2008–presente | Leverage                                 | Nathan Ford                                     | (TV)                           |
| 2009          | Broken Hill                              | George McAlpine                                 |                                |
| 2009          | The Killing Room                         | Crawford Haines                                 |                                |
| 2009          | Brief Interviews with Hideous Men        | Subject No.30                                   |                                |
| 2009          | Multiple Sarcasms                        | Gabriel                                         |                                |
| 2009          | Serious Moonlight                        | Ian                                             |                                |
| 2010          | The Ghost Writer                         | Sidney Kroll                                    |                                |
| 2015          | American Crime                           | Russ Skokie                                     |                                |
|               | All the Money in the World               | Oswald Hinge                                    |                                |
| 2018          | Beautiful Boy                            | Dr. Brown                                       |                                |
| 2018          | Tom Clancy's Jack Ryan                   | Nathan Singer (recorrente)                      |                                |
| 2021          | The Long Home                            | Josh Hutcherson                                 |                                |